# Phil Hubbard (cầu thủ bóng đá)
Philip John Hubbard (sinh ngày 25 tháng 1 năm 1949) là một cựu cầu thủ bóng đá.
Hubbard, bắt đầu sự nghiệp với vị trí học việc tại Lincoln City trước khi thi đấu cho Norwich City, Grimsby Town, lần thứ hai tại Lincoln và Boston United. Ông có khoảng thời gian ngắn làm cầu thủ-huấn luyện viên tại Skegness Town. Ông được đánh giá cao tại Lincoln và năm 2006 được bình chọn thứ 28 trong 100 huyền thoại của Lincoln.
Năm 1972, Hubbard kí hợp đồng với Grimsby Town với mức phí kỉ lục 20.000 bảng Anh. Ông có 150 trận ra sân cho The Mariners, ghi gần 40 bàn thắng khi chơi vị trí tiền đạo và tiền vệ.
Vào tháng 11 năm 2003, Phil trở thành huấn luyện viên của Nettleham đến tháng 2 năm 2006 và chuyển sang huấn luyện Spalding United. Ông bị sa thải khỏi Spalding ngày 24 tháng 9 năm 2007.
Ông là thành viên trong đội hình Norwich vô địch Second Division năm 1972 và có hơn 400 trận trong sự nghiệp.

## Danh hiệu
- Vô địch Second Division 1971-72